# システム整合性
システム整合性 (システムせいごうせい、英: system integrity)という用語は、情報処理や電気通信の分野では、以下の意味がある。
1. 義務付けられた運用および技術パラメータが規定の制限内にあるシステムの状態。
2. システムの意図的または不注意による不正な操作がなく、意図された機能を損なわずに実行する場合の自動化情報システムの品質。
3. すべての条件下で、ITシステムがオペレーティングシステムの論理的な正確性と信頼性、保護メカニズムを実装するハードウェアとソフトウェアの論理的な完全性、およびデータ完全性に基づいているという完全な保証がある場合に存在する状態。